# Clube Desportivo de Nacala
O Clube Desportivo de Nacala é um clube de futebol com sede em Nampula, Moçambique. A equipe compete no Campeonato Moçambicano de Futebol.

## História
O clube foi fundado em 1964.